# Beharrlichkeitsschacht

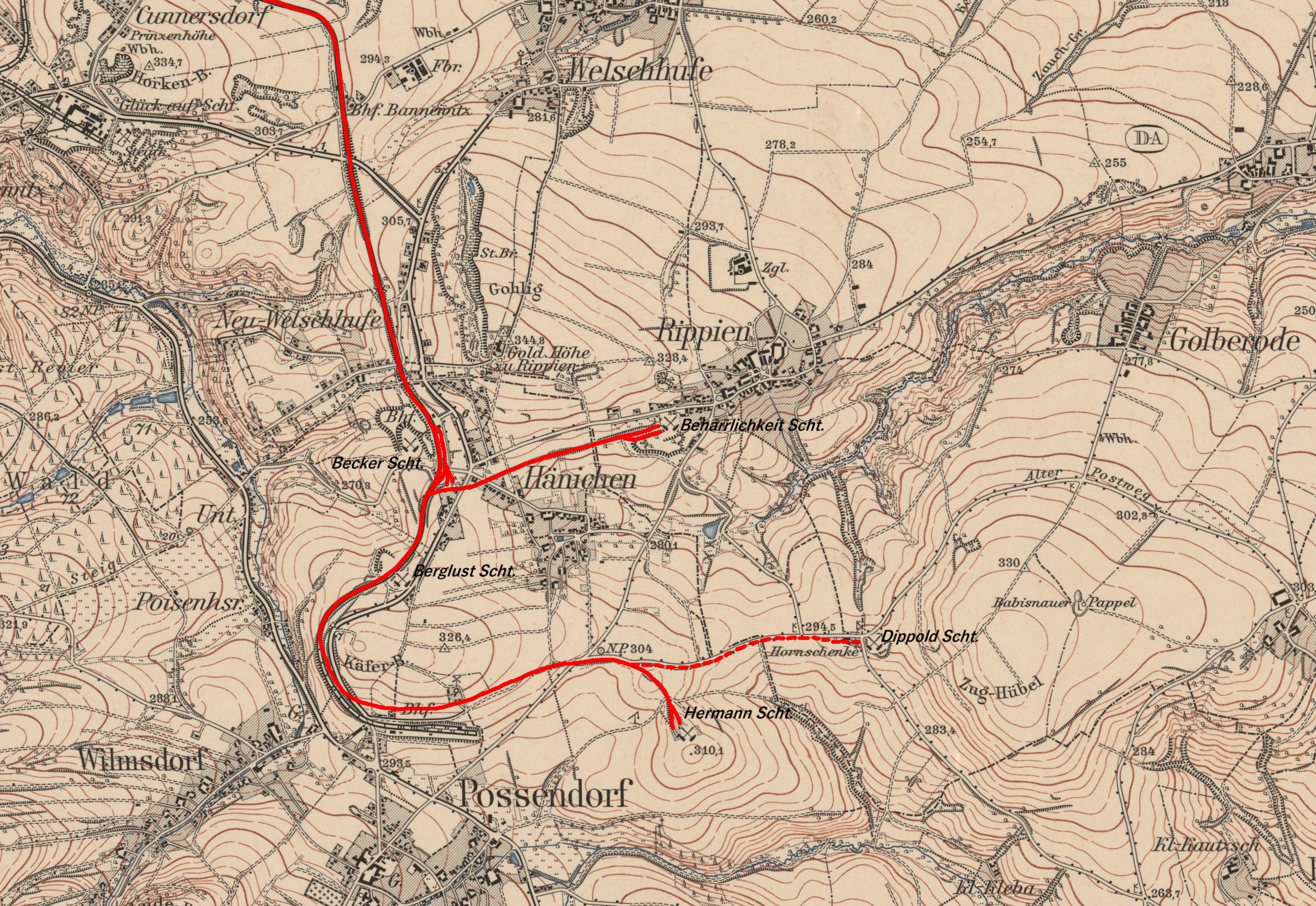
Karte der Schachtanlagen (Äquidistantenkarte, 1904)

Der Beharrlichkeitsschacht war eine Steinkohlengrube des Hänichener Steinkohlenbauvereins. Der Schacht lag im östlichen Teil der Steinkohlenlagerstätte des Döhlener Beckens auf Rippiener Flur.

## Geschichte
Der Hänichener Steinkohlenbauverein begann 1850 mit dem Teufen des Schachtes. Der bei 309,40 m NN angesetzte Schacht  erreichte eine Teufe von 470 Metern. Im Jahr 1854 wurde das 1. Flöz mit einer Mächtigkeit von zwei Metern bei 344 Meter durchteuft. Die Teufe wurde bei 370 Metern eingestellt. Der Schacht besaß ein gemauertes, massives Treibehaus in der Bauart eines Malakoffturmes, allerdings mit völlig schmuckloser Fassade. Zur Förderung kam eine Dampfmaschine mit einer Leistung von 130 PS zum Einsatz. Die Dampfmaschine der Wasserhaltung leistete 36 PS.
Am 1. Dezember 1856 wurde eine 940 Meter lange Anschlussbahn an die neugebaute Hänichener Kohlenzweigbahn fertiggestellt. Am 1. April 1857 wurde die Strecke, die den Versand der Kohlen erheblich erleichterte, in Betrieb genommen wurde.
In 200 Meter östlicher Entfernung wurden drei weitere Steinkohleflöze durchfahren. Das 2,60 Meter unter dem 1. Flöz liegende 0,30 Meter mächtige 2. Flöz, das  1,50 Meter unter dem 2. Flöz das 0,70 Meter mächtige 3. Flöz und 3,70 Meter unter dem 3. Flöz das 0,50 Meter mächtige 4. Flöz. Während das 2. Flöz nur eine Brandschieferlage ist, besteht das 3. Flöz aus harten schiefrigen Kohlen und das 4. Flöz aus einer Hornsteinbank.
Das Abbaufeld des Schachtes erstreckte sich im Südosten bis in das Baufeld des Dresden-Possendorfer Steinkohlenbauvereins.
Der Schacht diente als Wetterschacht. Im Jahr 1869 wurde hier ein Radialventilator der Bauart Guibal von 6 Meter Durchmesser eingebaut. Der Lüfter wurde über eine Dampfmaschine mit einer Leistung von 20 PS angetrieben. Im gleichen Jahr wurde eine Aufbereitungsanlage für Klarkohlen errichtet.
Um das nördlich der Verwerfung des Roten Ochsen liegende, 120 Meter tieferliegende Feld zu erschließen, wurde der Schacht ab 1886 in 15 Monaten auf 470 Meter weiter geteuft. Das Abteufen wurde bei vollem Förderbetrieb durchgeführt. Das angetroffene Gestein war außerordentlich hart, so dass man bei der Auffahrung des Querschlages im Handbohrbetrieb in zehn Monaten nur 62 Meter Streckenauffahrung Vortrieb hatte. Daraufhin wurden die Arbeiten an eine Firma aus Mülheim an der Ruhr in Generalgedinge gegeben. Diese arbeitete ab dem 15. Februar 1889 mit Pressluftbohrmaschinen und erreichte nach sechs Monaten und weiteren 370 Metern das Flöz. Die Verwerfung des Roten Ochsen wurde auf einer Länge von 184 Metern durchfahren und bestand aus drei Sprüngen. Die Sprunghöhen betrugen 48 Meter, 30 Meter und 42 Meter. Die Flözmächtigkeit von anfänglich 2 Metern nahm Richtung Nordwesten auf 3,50 Meter zu.
1890 wurde im Revier des Beharrlichkeitsschachtes die Streckenförderung mit Pferden aufgenommen.
Nach der am 7. Juni 1905 erfolgten Einstellung der Wasserhaltung des Berglustschachtes wurden die Grubenwässer jetzt über den Beharrlichkeitsschacht gehoben.
Trotz noch ausreichend vorhandener Kohlevorräte wurde der Betrieb im Juli 1906 eingestellt und der Schacht verfüllt. Die 542-m-Sohle ist die tiefste Sohle des Schachtes und liegt bei −232 m NN.
In den Jahren 1933 bis 1939 entstanden auf der abgeflachten Halde acht Einfamilienhäuser. Ein Schwelbrand in der Halde verursachte zwischen 1942 und 1948 erhebliche Schäden an den Gebäuden. Bei späteren Messungen der Radioaktivität wurden in den Häusern bis zu 5740 Becquerel pro Kubikmeter Luft festgestellt, was durch eindringendes Radon aus der Halde verursacht wurde.
Nach Setzungen der Füllmassen in der Schachtröhre in den Jahren 1955 und 1970 wurde der Schacht 1973 durch die Bergsicherung Dresden verwahrt.
2020 wurde am früheren Standort des Schachtes eine Informationstafel aufgestellt.